# 三塘镇 (织金县)
三塘镇，是中华人民共和国贵州省毕节市织金县下辖的一个乡镇级行政单位。

## 行政区划
三塘镇下辖以下地区：
新容社区、街上村、猴场村、团结村、水沟村、地猓村、前峰村、布利村、后寨村、岩硐口村、马场村、小炉塘村、少仲村、上寨村、下寨村、大方寨村、联合村、川硐村、鱼多倮村、松树坪村、小岩村、干河村、落处村、桃园村、黑箐村、花牛寨村、哨岗村和野物村。